# (21120) 1992 WP
1992 دابليو بي (ويعرف أيضًا باسم (21120) 1992 دابليو بي وفق تسمية الكوكب الصغير) (بالإنجليزية: 1992 WP)‏ هو كويكب ضمن حزام الكويكبات؛ وترتيبه 21120 من حيث الاكتشاف.
اكتُشف هذا الجُرم الفلكي بواسطة Kin Endate ‏ في 16 نوفمبر 1992.

## وصلات خارجية
- (21120) 1992 WP في قاعدة بيانات مختبر الدفع النفاث لأجرام النظام الشمسي الصغيرة

- الاكتشاف · مخطط المدار ·  العناصر المدارية · المعلمات المادية

- (21120) 1992 WP على موقع ويكي سكاي: DSS2, SDSS, GALEX, IRAS, Hydrogen α, X-Ray, Astrophoto, Sky Map, Articles and images